# メネクセノス
『メネクセノス』（希: Μενέξενоς、羅: Menexenus）は、プラトンの初期対話篇の1つ、またその中の登場人物。副題は「戦死者のための追悼演説」。

## 構成

### 登場人物
- ソクラテス - 晩年。
- メネクセノス - 教育・教養をそれなりに修めた青年。より若い年に『リュシス』にも登場。

### 時代・場面設定
アンタルキダスの和約（紀元前387年）によってコリントス戦争が集結した直後のアテナイ。
ソクラテスが、アゴラ（広場）のブレウテリオン（評議場）から帰ってきたメネクセノスと出くわすところから、話は始まる。追悼演説者の選考を見に行ったが、決定は明日に延期になったという。
皮肉を込めて追悼演説の素晴らしさを語るソクラテス。メネクセノスは急に選考が行われることになったので、演説者は大変だろうと述べるも、ソクラテスは追悼演説はそんなに難しくない、ましてやアテナイ人を相手にアテナイ人を褒めるのならなおさらと言う。
ソクラテスはペリクレスの愛人アスパシアを、自身の弁論術の師として挙げ、昨日彼女の追悼演説の練習も聞いて覚えたという。
メネクセノスにせがまれてソクラテスはその記憶していたアスパシアの追悼演説を披露する。メネクセノスは感謝して話は終わる。

### 特徴
本作は、プラトンの著作の中では、かなり特異な性格の作品で、その
1. 設定年代のデタラメさ
2. ソクラテスが諳んじる追悼演説に記述の大部分が割かれる
3. 哲学的問答が無いまま終わる

という粗雑な特徴ゆえに、偽作説も唱えられてきた。
ただし、アリストテレスがその著作『弁論術』において、本作の内容に言及していることから、一応はプラトンの真作として扱われている。
プラトンがなぜ本作を書いたのか、弁論術を皮肉るためなのか、アテナイの歴史・風俗の記録・教育目的なのか、練習・下書きの類なのかは、分かっていない。

## 日本語訳
- 『プラトン全集〈10〉 ヒッピアス(大) ヒッピアス(小) イオン メネクセノス』 津村寛二、森進一、北嶋美雪、戸塚七郎訳 岩波書店 1975年、復刊2005年